# Vjačeslav Krasil'nikov
Vjačeslav Borisovič Krasil'nikov (in russo Вячеслав Борисович Красильников?; Gelendžik, 28 aprile 1991) è un giocatore di beach volley russo.

## Biografia
Si è laureato campione iridato ai mondiali di Amburgo 2019 al fianco del connazionale Oleg Stojanovskij, superando in finale i tedeschi Julius Thole e Clemens Wickler.
Ha rappresentato il ROC ai Giochi olimpici estivi di Tokyo 2020, dove ha vinto la medaglia d'argento con Oleg Stojanovskij, perdendo la finale contro i norvegesi Anders Mol e Christian Sørum.

## Palmarès

### Per ROC
- Giochi olimpici

Tokyo 2020: argento

### Per la Russia
- Mondiali

Vienna 2017: bronzo
Amburgo 2019: oro
- Europei

Biel/Bienne 2016: argento
Jūrmala 2020: argento